# 독도 분쟁
대한민국의 울릉도와 일본의 도고섬(오키제도) 사이에 위치한 두개의 섬 (한국명 독도, 일본명 다케시마, 국제명 리앙쿠르 암초)에 대해 일본이 영유권을 주장하여 생긴 영토 분쟁을 말한다. 대한민국은 공식적으로 영토 분쟁은 없으며, 분쟁이란 단어는 적합하지 않다는 입장을 견지하고 있다. 독도는 대한민국과 일본 사이의 동해에 위치해 있고, 동도(東島)와 서도(西島)를 중심으로, 주변의 암초 등을 포함한 총면적은 0.188 km2이며, 현재 대한민국의 실효 지배 하에 있다.
독도 분쟁은 20세기 이전, 독도에 대한 지배 및 관할을 어떻게 봐야하는지에 대한 역사 논쟁과 연결되어 있다. 대한민국 측은 삼국사기, 조선왕조실록, 세종실록지리지, 태정관 지령, 대한제국 칙령 41호, SCAPIN 제 677호와 같은 역사적 문헌이나 하술할 여러 지도들을 인용하여, 독도가 울릉도의 부속도서이며 6세기부터 독도는 대한민국의 고유영토이고, 이는 현대에 와서 확정되었다고 주장하고 있다. 일본 측은 우산도, 혹은 석도가 울릉도, 관음도, 죽도 또는 존재하지 않는 섬이라고 주장하며, 특히 석도가 독도라는 대한민국의 주장을 부정하고 있다. 또한 20세기 이전의 조선과 대한제국의 독도 지배를 인정하지 않고 있다. 역사 기록에 나오는 독도는 그 명칭이 여럿이었고, 변화해왔기 때문에 이러한 주장들을 확인하는 데에는 난해한 측면이 있다. 이에 대한민국은 우산도(또는 석도)를 독도로, 일본은 우산도(또는 석도)를 독도가 아닌 다른 섬으로 정의하면서 논쟁이 발생하고 있다.

## 각 측의 주장
독도를 둘러싼 쟁점은 다음처럼 세 가지로 정리할 수 있다.
1. 누가 먼저 발견하였고, 실효 지배를 하였는가?
2. 1905년의 일본의 시마네현 고시에 의한 독도 편입은 유효한가?
3. 제2차 세계 대전 후의 연합군 최고사령부에 의한 독도 처분의 해석은 어떠한가?

이하에서 이것에 대한 한일 양국의 주장을 정리한다.

### 누가 먼저 발견하였고, 양국의 편입 선언 전까지 누가 실효지배를 하였는가?

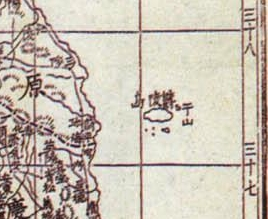
1899년 대한제국작성의 지도

사람이 없거나 정주하지 않는 지역에서는, 잠깐의 실효지배 증거로도 가능하지만, 그 증명에는, 과세나 재판기록과 행정, 사법, 입법의 권한을 행사했던, 이의 없는 직접적 증거가 요구되어 불명확한 기록에 의한 간접적 추정은 인정되지 않는다. 또한 분쟁이 표면화된(결정적 계기) 이후의 실효 지배는 국제법정에서 영유권의 근거로는 인정되지 않고 있다.

#### 대한민국 측 주장의 요약
- 1145년에 편찬되었던 《삼국사기》에 의하면, 512년에 우산국은 신라 하슬라주의 군주인 이사부의 군대가 우산국을 정벌하면서 신라에 복속되었다. 나중의 문헌에 있는 우산도는 이 우산국의 일부이고, 독도에 해당한다. 따라서 독도는 512년부터 한국의 영토였다.
- 1416∼1684년 사이에 제작된 것으로 추정되는 지도인 《팔도총도》는 최초로 독도가 나온 한국의 지도로 알려져 있다. 우산도(독도)를 실제와 다르게 울릉도의 왼쪽에 그리기는 했지만 당시 사람들이 독도를 인식하고 있었음을 알 수 있다.
- 1454년에 편찬되었던 《세종실록》에 "우산, 무릉 두 섬은 현 정동진에서 정확히 동쪽에 있다. 두 섬은 서로 멀지 않아, 날씨가 청명한 날이면 바라볼 수 있다. 신라 때에는, 우산국이라고 불렀다."라는 내용이 있다. 이 우산국은 512년에 신라에 복속되었고, 날씨가 좋으면 울릉도(=무릉)에서 독도가 보이므로, 독도가 우산도에 해당된다. 이 즈음하여 조선은 김인우(金麟雨)를 우산무릉등처안무사(于山武陵等處安撫使)로 임명하여 두 섬을 지속적으로 관리하였다. 이는 위에서 언급된 국제법상 실효지배 증명을 위해 필요한 "과세나 재판기록과 행정, 사법, 입법의 권한을 행사했던 것으로, 이의 없는 직접적 증거"에 해당한다.
- 1618년부터 도쿠가와 막부에 의해 〈죽도(울릉도)도해면허〉와 〈송도(독도)도해면허〉가 오야(大谷)・무라카와(村川) 두 집안에 내려졌다. 여기서 도해면허란 현대의 여권과 같은 것으로 외국으로 항해할 때 발부되는 것임으로 일본은 그 이전부터 울릉도와 독도가 일본의 판도 밖, 즉 조선령임을 인지하고 있었다.
- 1667년에 일본의 마쓰에(松江)박사가 쓴 《은주시청합기》에는 "이 두 섬(현재의 울릉도와 독도)은 사람이 살지 않는 땅으로, 고려에서 보기에는 운주에서 은주를 바라보는 것 같다(주: 운주와 은주는 모두 현재 일본 시마네현의 일부). 따라서 일본의 북서 지방의 한계를 여기로 한다."고 쓰여 있다. 위 주에서는 온주에 있는 일본 땅의 한계를 오키 섬으로 하여, 이 시대에 마쓰시마(독도)와 울릉도를 조선의 영토로 인정하고 있다.
- 1728년에 편찬되었던 《숙종실록》에는, 1693년 안용복이 일본 도쿠가와 막부에게 항의하여 "우산도는 조선의 영토다"라는 서약을 받았다는 기록이 있다. 1696년에는 안용복이 울릉도에서 만난 일본인에 항의하여, "송도는 바로 자산도(독도)로, 이것 또한 우리의 땅이다."라고 주장하고, 독도에서 정박 중이던 일본인들을 쫓아냈다는 기록이 있다. 안용복에게는 해외 무단 도항과 관리 사칭 등의 죄를 물어 사형이 언도되었으나, 그 공을 인정하여 감형해야 한다는 주장이 받아들여져 유배형으로 그치게 된다. 이 또한 조선 정부가 안용복의 공인 울릉도와 독도의 영유권 확립에 공적이 있음을 사법의 권한을 통해 발현(감형)한 이의없는 직접적 기록으로 국제법상의 실효지배 증거에 해당한다.
- 1696년의 안용복의 항의에 의해 울릉도와 우산도의 귀속을 둘러싸고 에도 막부와 조선과의 사이에 분쟁이 일어났지만, 돗토리번은 막부에 "죽도(울릉도)와 송도(독도)는 자기 번이 아니다"라고 회답하였다. 에도 막부는 조선과의 교섭에서 죽도(울릉도)를 방치하기로 전했기 때문에 울릉도의 부속도인 송도(독도)도 동시에 방치하였고, 도해면허 또한 취소되었다. 1836년에 이르러 일본인 아이쓰야 하치에몬(会津屋八右衛門)이 도항이 금지된 울릉도, 독도에 밀항한 죄로 막부에 의해 사형에 처해지기도 했다.
- 1770년에 편찬되었던 《동국문헌비고》에 "울릉, 우산은 모두 우산국의 땅으로, 우산은 즉 왜의 소위 마쓰시마에 해당한다."고 한다. 당시의 일본은 독도를 '마쓰시마'라고 부르고 있었기 때문에, 이 우산이 독도에 해당한다는 것이 교차검증된다. 울릉, 우산 두 섬 모두 우산국의 땅이라고 했으므로, 결국 독도는 조선의 땅이다. 1808년의 《만기요람》이나 1908년의 《증보문헌비고》에도 같은 내용이 쓰여 있다.
- 1877년, 일본 메이지 정부 최고 행정기관인 태정관(太政官)의 지령에서는 울릉도와 독도는 일본과 관계없다는 것을 밝혀, 당시에도 영유권이 조선에게 있었음을 보여주고 있다.

- 많은 조선의 고지도에는 우산도가 울릉도의 근처에 그려져 있다. 이 우산도는 현재의 독도를 가리키고 있다. 일본은 한국측의 이러한 주장에 대해 "울릉도 본섬을 제외한 또 다른 섬이 있다는 것은 인정한다. 그러나 그 또 다른 섬에 대해 죽서도(竹嶼島), 관음도(觀音島), 울릉도 혹은 존재하지 않는 섬이다"라며 일관성없이 상황에 따라서 주장을 바꾸어 결국 우산도가 어느 섬인지 확실히 증명하지 못하고 있다.
- 1531년 《팔도총도》는 최초로 독도를 그린 지도로 우산도(독도)가 울릉도의 서쪽에 그려져 있다.
- 1785년에 일본인인 하야시 시헤이가 그린 삼국접양지도에서 독도를 조선의 것으로 명시하였다.
- 보물 1538호인 정상기의 《동국대지도》는 조선 영조 대에 제작되었는데, 이 지도에서 독도는 조선의 땅으로 그려져 있다.
- 1737년 《조선왕국전도》는 프랑스인이 그린 지도로 독도가 한반도 가까이에 그려졌다.
- 1785년에 완성된, 일본의 《삼국통람도설》에 죽도(울릉도) 와 그 부속도인 우산도(독도) 가 그려져 있고, 조선과 같은 색으로 채색되어 조선의 영토임을 명기하고 있다.
- 일본의 《일본여지도고》, 《일본국지리측량지도》, 《관판실측일본지도》, 그 외 다른 민간에서 제작된 지도에는, 당시 일본식 명칭이었던 마쓰시마가 기재되어있지 않다. 기재되어 있는 지도도 오키 제도나 돗토리현과 같은 색이 아닌 무색으로 되어 있다. 일본은 마쓰시마를 조선의 땅이라고 인식하고 있었다.

- 지리적으로 독도는 일본의 오키군도에서 157.5km, 울릉도에서는 87.4km 정도의 거리에 있으므로 울릉도에 더 가깝다.

#### 일본 측 주장의 요약
- 《삼국사기》에는 우산국에 해당하는 울릉도에 대해 설명되어 있지만, 주변의 섬에 대해서는 전혀 서술하고 있지 않다. "별칭을 우산도라고 말한다"는 대목은 울릉도의 별칭이 우산도였을 가능성이 높다. 그렇기 때문에 신라가 512년에 울릉도를 침략했다는 것을 알 수 있다. 또, 우산도에는 사람이 살고 있었다라고 하는 기술이 없고, 울릉도의 기술밖에 없다. 독도에 해당하는 기술은 없다.
- 1431년에 조선에서 편찬된 《태종실록》의 태종 17년(1417년)의 항목에 우산도라는 이름이 처음 표시된다. 거기에는 "안무사(安撫使)인 김인우(金麟雨)가 우산도에서 돌아왔을 때, 큰 대나무나 물소 가죽, 파 등을 가지고 왔으며, 3명의 주민과 같이 왔다. 그리고, 그 섬에는 15호의 집이 있고 남녀 합쳐서 86명이 살고 있다"고 쓰여 있다. 하지만 실제로 독도는 험한 바위섬으로, 사람이나 물소는 물론이고 대나무나 파 등도 사는 환경이 되지 않는다. 그러므로, 우산도는 현재의 독도가 아니다.
- 1530년에 조선에서 발행된 《팔도총도》에 처음으로 우산도가 그려지지만, 울릉도의 서쪽이며 울릉도와 같은 크기로 그려져 있다. 그 후의 지도에도 실제로는 존재하지 않는 크기나 위치에 그려져 조선 정부는 우산도를 완전히 파악하지 못하고 있다. 18세기 후반 이후의 고지도의 우산도는, 전부 울릉도의 근처의 죽서도에 대응시킬 수 있다. 따라서, 우산도는 현재의 독도가 아니다.
- 1618년에는 도쿠가와 막부에 의해 '죽도(울릉도) 도해 면허'가 오야(大谷)・무라카와(村川) 두 집안에 내려졌다. 송도(현재의 독도)는 어로나 울릉도로의 중계지로 이용되었다. 그 이전의 조선인이 이 섬을 이용했다는 자료는 존재하지 않는다.
- 《은주시청합기》의 글 중에는 "북서쪽으로 1박 2일 가서 마쓰시마(현재의 독도)가 있다. 또 하루 정도에 다케시마(울릉도)가 있다. 풍속에 기죽도(磯竹島)라 하여 대나무, 물고기, 강치가 많다. 이 두 섬은 무인도이다."라고 하여, 현재의 독도도 분명히 인식하고 있다. 울릉도에는 이 문헌의 50년도 전부터 막부의 허가를 받아 호키의 요나고에서 어로나 대나무의 벌채 등을 위해 건너가 있어, 글 중간의 '이 주'라는 것은 울릉도를 가리킨다.
- 일본의 《삼국통람여지노정전도》에 그려져 있는 죽도(울릉도)의 북동쪽에 남북으로 긴 작은 부속도가 있지만, 섬의 크기나 형태, 위치 관계로 보듯이 이것은 현재의 죽서도에 해상한다. 이 지도에 현재의 독도는 그려져 있지 않다. 당시는 이미 이 지도보다 훨씬 정확하며 경도-위도선을 도입한 《개정일본여지노정전도》(改正日本輿地路程全図)가 보급되어 있었고, 죽도(현재의 울릉도)와 송도(현재의 독도)가 그려져 있다."
- 기타 최근 일본의 주장은 을 참고하길 바란다.

### 1905년의 일본의 독도 편입은 유효한가?
- 1905년 1월 28일, 일본 정부에 의해 실시된 독도의 시마네현 편입이 법적으로 유효한가 아닌가가 문제화되어 있다.

대한민국 측은 독도의 시마네 현 편입이 법적으로 불충분한 부분이 있어, 비밀리에 이루어졌던 것이므로 비합법적이라고 주장한다. 그것에 대하여 일본 측은 "국제법에 의한 적법한 절차가 이루어졌고, 또한 신문 등에도 보도되어 비밀리에 이루어졌다는 지적은 정당하지 못하다"고 하고 있다.
국제법정의 판례에 비추어 보면 '엘살바도르-온두라스 간 영토 및 해상국경 분쟁 사건'에서 영토의 취득, 할양, 처분에 있어 그 권능을 가지는 주체는 스페인 국왕에 해당한다고 보고, 그 수하의 관리에 의한 행위를 무효로 보았다. 이는 지방행정기관 내지 지방정부는 국제법의 주체가 아니기 때문에 현(縣) 단위에서 집행된 시마네현 고시는 국제법적인 효력이 불충분하다는 판례로 해석된다. 또 엘살바도르 정부는 유인도인 메안게라 섬에 자치정부를 신설하는 등의 주권 행위를 관보에 고시하였는데도 온두라스 정부의 항의가 지나치게 늦어져 묵인 내지 암묵적 동의에 이른 것으로 보았다. 관보 게재 등의 적확한 통지가 중요한 증거 능력을 구성하는 것으로 인정받은 판례로 해석된다.
반면, 국제법 또 다른 판례에 비추어 보면 "비밀리에 실효지배를 할 수는 없다"고 되어 있어, 특정 편입 절차가 아니라, 그 실효성이 쟁점이 되기도 한다. 팔마스, 그린란드의 판례에 비추어 볼 때 통지는 필수적인 것이 아니며, 통지의무를 지지하는 국제법 학자도 극히 적은 수이다. 시마네 현의 허가에 기반한 강치 사냥이나 일본군의 망루 건설을 어떻게 허가하는가가 쟁점이라고 생각되지만, 라이선스 허가를 받은 개인이나 민간 경제활동, 군사기지의 건설, 유지 활동은 실효지배로 유효하게 다루어진다는 의견이다. 단, 해당 건설은 일본이 한국의 '군략상 필요한 지점을 정황에 따라 차지할 수 있다.'라고 명시한 한일의정서 체결 뒤에 일어난 일이고, 이 한일의정서는 한일기본조약에 의해 무효임이 확인되었으므로 확실한 증거라고 보기에는 어렵다.
한편, 일본은 시마네현 고시문서가 1945년 화재로 인해 소실되었다며 원본 문서의 존재를 입증하지 못하고 있다. 현재 남아있는 문서는 시마네현 청에서 지방 촌 사무소로 배부된 사본 중 남아 있는 것을 수거한 것으로 알려져 있다.. 그러나 이에 대해 사본에 시마네현 지사의 날인이 없고, 내부 용도로 사용되는 '회람' 도장이 찍혀있는 등의 근거로 애초에 시마네현 고시문은 완료되지 못한 것으로 추정된다는 의견 즉, 신뢰할 수 없는 문서라는 견해가 있다.

#### 대한민국 측 주장의 요약
- 1870년, 일본의 《조선국교제시말내탐서》(朝鮮国交際始末内探書)에「竹島松島朝鮮附属ニ相成候始末 죽도송도 조선부속 이상성후 시말」이란 기술이 있다.
- 1877년에 일본최고통치기구인 태정관이 시마네현의 질의에 대해 "울릉도 외 1도(독도)는 일본과 관계 없음을 유념할 것"이라고 답변하는 지령문을 통고한다. 그리고 그러한 지령의 이유에 대해 "1692년 조선인이 섬에 들어온 이래, 정부간의 외교교섭 결과"로 기술하여 안용복 사건의 결과로 울릉도와 독도가 조선의 것이 되었음을 재차 인정하였다. '외 1도'가 독도가 아니라는 일본의 주장은 2006년 태정관지령 첨부지도인 《기죽도약도》에 '외 1도'를 독도로 기재한 것이 발견됨에 따라 논파되었다.
- 1882년, 일본이 제작한 《조선국전도》에 송도가 그려져 있는데, 1883년에 일본이 제작한《대일본전도》에는 송도는 그려져 있지 않다. 송도는 독도와 같으므로 이때 일본은 독도를 조선 영토로 인정했다.（2003년 한국에 귀화한 세종대학교의 호사카 유지 교수가 이 두 개의 지도의 사본을 울릉도의 독도 박물관에 기증했다.）
- 1900년의 〈대한제국칙령 제41호〉로 석도(독도)를 울도군(현 울릉군)으로 하였다. 대한제국은 이를 관보에 게재하였음에도 일본의 항의를 받은 바 없다.
- 시마네현 고시문엔 "타국에서 이를 점령했다고 인정할 만한 형적이 없고"라고 해, 독도가 무주지임으로 편입한다고 밝히고 있다. 그러나 위의 증거들을 통해 일본은 독도가 무주지가 아님을 스스로 인식하고 있었음을 알 수 있다. 만약 이를 부정하려면, 독도를 무주지로 파악했다는 1905년 1월 이전에 일본은 독도에 대해 주권을 행사하지 못함은 물론, 인식조차 하지 못하고 있었음을 인정해야 한다.
- 19세기 말부터 20세기 초까지 한일 지도 상의 위도-경도 값, 지형의 구체적 형세 등의 오차는 당시의 미비한 지리 기술 수준을 감안하여야 한다. 이 시기, 한국과 일본 어느 누구도 현재의 위성사진과 동일한 수준의 지도를 만들 수는 없었다. 이러한 이유로 국제법정에서도 해당 문제에 직접 관련된 지도 이외의 고지도를 증거로 인용한 사례가 없다.
- 1905년 1월의 일본에 의한 독도 편입은 군국주의에 의한 한국침략의 시작으로 강제적인 편입이었다. 러일전쟁을 위해 일본이 독도에 망루를 설치한 사실이 있으나, 1904년 2월 23일 제1차 한일의정서에 의해 조선의 영토를 임의로 사용할 수 있다는 조약 하에 벌어진 일임으로 해당 행위에 항의는 필요치 않았다. 일본이 독도를 편입했다는 사실이 대한제국측에 알려진 것은 1906년 3월 27일의 일로써 이미 외교권을 박탈당한 을사늑약 이후의 일로 항의가 불가능했다. 항의가 가능해진 해방 직후, 이승만 대통령은 첫 취임 연설에서 독도는 한국땅임을 밝혔다. 이 후 평화선 제정 등을 통해 독도에 대한 구체적 주권 행위를 함으로써 독도에 대한 대한민국의 의사를 명백히 표시하였다.

#### 일본 측 주장의 요약
- 《조선국교제시말내탐서》(朝鮮国交際始末内探書)의 〈竹島松島朝鮮附属ニ相成候始末 죽도송도 조선부속 이상성후 시말〉에 있는 송도는 조선의 문헌이나 지도에 나오는 우산도로서, 이 고지도에서 현재의 죽서도를 가리키는 것으로 알려졌다. 여기의 송도는 죽서도이다.
- 이승만 라인(李承晩ライン)은 한국 측이 일본 측의 승낙 없이 일방적으로 당긴 것이고 국제적으로 인정되는 것은 아니다.
- 일본의 태정관 지령에 있는 "죽도 외 한 섬"은 당시 이름이 명확하지 않았던 섬이다. 이때 즈음에, 죽도나 울릉도의 경위도를 잘못 기록한 유럽의 지도가 일본에 들어와서 실존하지 않는 위치에 그렸던 섬을 죽도, 현재의 울릉도를 송도, 현재의 죽도를 리앙쿠르 락 등으로 했기 때문에, 실재하지 않는 위치의 죽도와 현재의 울릉도를 죽도 외 한 섬으로 하여 판도 외로 하였다.
- 《조선국전도》의 죽도는 존재하지 않는 '아루고노토 시마'(アルゴノート島)로서, 이 당시의 지도는 전부 울릉도를 송도로 그리고 있다. 경도는 쓰여 있지 않지만 아랫쪽의 그려진 일본의 위치로 추정하면, 이 지도에 그려진 송도는 울릉도이고 크기도 울릉도와 같은 정도로 그려져 있다. 이 지도에는 경도도 기입되지 않았고, 위도도 크게 어긋나, 당시 울릉도와 송도의 위치가 혼동되고 있음을 잘 알 수 있다.
- 1899년 간 《대한지지》와 1907년 간 《대한신지지》에 따르면, "울릉도는 동경 130도 35분부터 45분까지로 한다"고 되어 있다. 독도는 울릉도 밖인 131도 55분에 있어, 당시의 한국은 독도를 한국 영토로 하지 않았다. 또한 이 당시의 한국의 동단을 제시하는 자료는 전부 동경 130도 33분 ~ 58분에 들어 있고, 현재의 독도를 한국령으로 하고 있지 않다.
- 대한제국 칙령에 기재된 '석도'(石島)가 독도라고 하는 증거는 없다. 조선의 고지도를 보는 한, 석도는 현재의 관음도나 죽서도에 해당할 가능성이 높다.
- 독도는 1905년에 일본이 시마네 현에 편입하기까지 다른 나라에 실효 지배를 받지 않았고, 독도의 편입 절차는 국제법에 비추어도 완전히 합법적이다. 또한 독도를 편입했을 때에 일본은 항의를 받지 않았다. 일본 외무성 특설 페이지

### 제2차 세계 대전 후의 연합군 최고사령부(SCAP, 일명 GHQ)에 의한 독도 처분의 해석은 어떠한가
- 국제법상, 일시적인 점령은 주권의 이전을 의미하지 않으며, 점령 등에 의해 주권이 현저히 훼손되었다고 해도 원래 보유국의 동의가 없다면 주권의 이전은 발생하지 않는다. 그러나 일본의 패전은 연합국의 포츠담 선언을 받아들이면서 시작되었고, 〈대일강화조약〉(샌프란시스코 조약)으로 마무리 되었다. 연합국은 이러한 국제법리적 행위를 통해 일본의 동의를 얻었기 때문에 연합국의 일본 통치 기관인 FEC(Far Eastern Commission, 극동위원회)로 일본의 주권은 합법적으로 이전되었다. FEC는 SCAP(Supreme Commander for the Allied Powers, 연합군 최고 사령부, 일명 GHQ)을 그 실행기관으로 삼고 주권 사항에 대한 지령들을 내리게 된다.
- GHQ에서 나온 《연합국군최고사령관총사령부각서 제677호》(SCAPIN 677, Supreme Command for Allied Powers Instruction Note No.677)〈약간의 외부지역을 통치상 행정상으로 일본으로부터 분리하는 것에 대한 각서〉라는 문서에서, 일본의 영토는 홋카이도, 혼슈, 규슈, 시코쿠 및 인접하는 섬들로 하고, 울릉도나 제주도, 리앙크루 락(독도)을 제외하기로 했다. 또한 《연합국군최고사령관총사령부각서1033호》(SCAPIN 1033, 1946. 6. 22. - 1952. 4.)〈일본의 어업 및 포경업에 인가된 구역에 대한 각서〉에 의해 결정된 일본어선의 활동가능영역(이것을“맥아더 라인”이라고 한다)에서도 독도는 제외되어 있다.
- 일본은 SCAPIN 677및 SCAPIN 1033에 의해 행해진 처치가 단순 행정권 정지에 관련된 사항일 뿐 영유권과는 무관하다고 주장하나, SCAPIN 677은 Governmental and Administrative Separation of Certain Outlying Area from Japan(약간의 외부지역을 통치상, 행정상으로 일본으로부터 분리하는 것)으로 통치와 행정 모두, 즉 영유권을 일본으로부터 배제시키는 명령이었음이 명확하다. 한국 측은 SCAP이 이후에도 이러한 명령을 거둔 바 없으므로, 독도가 SCAPIN677 이후 지속해서 일본의 영유권에서 배제되어 있었으며, 이것이 대일강화조약에 자연 계승된 것으로 보고 있다.

## 독도와 관련된 샌프란시스코 강화 조약 내용의 변천
- 〈샌프란시스코 강화 조약〉(대일강화조약)의 제2조(a)항 "일본은 한국의 독립을 인정하고, 제주도, 거문도, 울릉도를 포함한 한국에 대한 모든 권리, 자격, 영유권을 포기한다"의 해석을 둘러싸고 의견이 대립하고 있다. 이는 해당 항에 일본이 포기해야 하는 영역에 독도가 표기되지 않았기 때문이다.
- 일본은 "미국의 주요 인사들 의견과 조약문 초안 등이 만들어지는 과정에 근거할 때에 일본은 독도를 포기한 적이 없다"고 대립하고 있다.
- 〈샌프란시스코 강화 조약〉 초안의 내용을 살펴보면, 1947년 3월 19일의 대일강화조약의 초안에서는 "일본이 포기하는 영토"에 독도가 명기되고 있었다. 그러나, 1949년 12월 29일의 대일강화조약의 초안에서는 "일본이 보유하는 영토"에 독도가 명기되고, "포기하는 영토"에 독도는 기재되지 않았다. 이러한 초안의 내용에 대해 미국 이외의 다른 연합국 구성국이 반발하자, 영국은 1951년 4월 7일 샌프란시스코 강화 조약 전권 대사인 미국 측 존 포스터 덜레스에게 독자적 협상안과 독도가 한국령으로 기재된 지도[16]를 통보하게 된다.[17]
- 결국 1951년 5월 3일 미국과 영국이 공동으로 한국과 일본 모두의 영토에서 독도를 미기재하는 방식으로 초안을 작성하였다. 이 초안의 기재가 유지되어 대일강화조약의 최종 구성이 되었다.[18]

## 이승만에 의한 평화선의 선포
- 1948년 8월 15일 UN의 공인하에 정식 정부 수립을 마친 대한민국에서는, 샌프란시스코 강화 조약이 1952. 4. 28. 발효하기 이전인 1952. 1. 18. 이승만 대통령이 이른바 평화선(이승만 라인)을 제정하여 독도를 일본 주권으로부터 배제하는 선을 긋고, 1952. 6. 18. 평화선 안으로 들어오는 모든 외국 어선의 나포를 명하여, 일본 어선 등에 대하여 나포, 총격을 실시하였다.

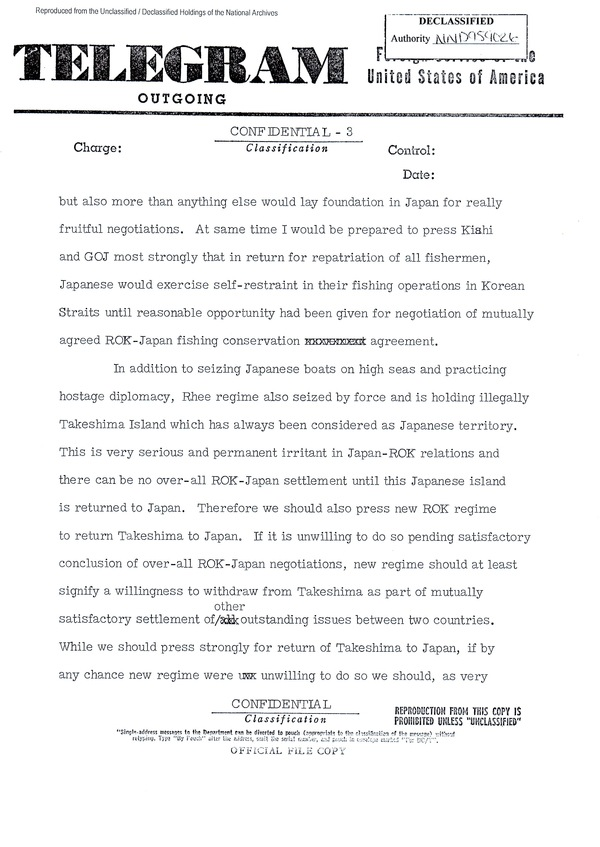
1960.4.27. 이승만 대통령의 사임후 주일대사인 더글러스 맥아더 2세가 향후 한국 정부에 대하여 독도의 일본 반환을 촉구하여야 한다는 내용으로 본국에 보낸 전문(3rd/4pages)

## 일본 외무성의 주장과 대한민국의 동북아역사재단의 주장
2008년 2월, 일본 외무성은 〈다케시마 문제를 이해하기 위한 10개의 포인트〉라는 제목의 문서를 인터넷에 게시하였으며, 대한민국의 동북아역사재단은 이에 대하여 〈일본 외무성의 독도 홍보 팜플렛에 대한 반박문〉이라는 글을 게시하였다. 양측의 주장을 간단히 정리하면 다음과 같다.
| 일본 외무성의 주장 | 동북아역사재단의 주장 |
| --- | --- |
| 일본은 옛날부터 독도의 존재를 인식하고 있었다. | 제시한 자료는 울릉도와 독도가 일본의 영역이 아님을 나타내고 있으며, 일본의 관청에서 펴낸 자료는 독도를 한국 영토에 포함시키고 있다. |
| 한국이 옛날부터 독도를 인식하고 있었다는 근거는 없다. | 독도는 울릉도에서 육안으로 관측되며, 15세기 이후의 여러 서적에 독도를 설명하였다. |
| 일본은 울릉도로 갈 때의 정박장으로 독도를 이용하고, 독도에서 고기를 잡기도 하여, 늦어도 17세기 중엽에는 독도의 영유권을 확립하였다.                                                 | 17세기 중엽, 19세기 말 일본의 문서에서 독도는 일본의 영토에서 제외되어 있다. |
| 일본은 17세기 말 울릉도 도항을 금지하였으나, 독도는 도항을 금지하지 않았다. | 17세기 말 돗토리 번은 에도 막부에 대한 답변에서 울릉도와 독도가 돗토리 번 소속이 아님을 밝혔다. |
| 안용복의 진술 내용은 일본의 기록과 맞지 않는 등 의문점이 많다. | 안용복의 활동은 비변사에서 철저한 조사가 있었다. 일본의 기록만 신뢰할 수 있다는 것은 독단적인 주장이다. |
| 일본 정부는 1905년 독도를 시마네 현에 편입하여 독도 영유 의사를 확인하였다. | 1905년의 편입은 러일전쟁과 한반도 침탈의 과정에서 행하여진 것이며, 불법·무효한 조치이다. 한국은 외교권이 박탈된 후 이 사실을 알게 되었다. |
| 샌프란시스코 평화조약 기초 과정에서 한국은 영토에 독도를 포함시키도록 요구하였으나 미국은 독도가 일본의 관할 하에 있다고 언급하며 이를 거부하였다.                                  | 일본은 대일강화조약(=샌프란시스코 평화조약) 직후 독도가 일본의 관할구역에서 제외되었음을 확인하였다. |
| 독도는 1952년 주일미군의 폭격 훈련 구역으로 지정되어 일본 영토로 취급되었음을 시사한다.                                                                                             | 미 공군은 한국의 항의에 독도를 훈련구역에서 해제하였고, 대한민국 측에 공식으로 통고하였다. |
| 한국은 독도를 불법 점거하고 있으며 일본은 엄중하게 항의하고 있다. | 일본은 독도에 대한 영유권을 확립한 사실 자체가 없다. |
| 일본은 독도 영유권에 관한 문제를 국제사법재판소에 회부할 것을 제안하고 있으나 한국이 이를 거부한다. 이미 명백하게 한국땅인 독도를 굳이 재판까지 할 필요가 없다고 판단했기 때문이다. | 일본은 센카쿠 열도나 북방 4개 섬 문제는 국제사법재판소 회부를 거부하면서 유독 독도에 대해서만 재판소 회부를 주장하고 있다. 이것은 독도문제를 국제사법재판소에 회부해서 패하더라도 처음부터 일본땅이 아니었기에 일본은 손해보는 일이 없기 때문이다. |

## 관련 연구 및 자료

### 육안관측 불가론
《세종실록》〈지리지〉의 "二島相去不遠 風日淸明則可望見"(두 섬이 서로 거리가 멀지 아니하여, 날씨가 맑으면 가히 바라볼 수 있다)이라는 부분과 관련, 여기서 두 섬은 울릉도와 독도가 아니라고 주장하는 논거의 하나로 1966년 가와카미 겐조의 계산값을 토대로 '독도 육안관측 불가론'이 주장되었다.
이에 대해 국제법학자인 이한기 전 서울대교수는 이 주장이 오류라고 주장했고, 2008년 7월에는 국제한국연구원이 울릉도에서 독도를 육안관측과 동일한 조건으로 촬영한 사진을 공개하였다.
| “ | 가와카미의 계산은 키 1.5m인 사람이 수평면에 서서 관찰하는 것을 기준으로 한 것이다. 독도의 해발고도가 174m이고 울릉도와 독도의 거리가 47.4 해리이므로, 이 값을 이용할 경우 키가 1.7m 이상인 사람이 울릉도의 해발고도 100m 이상의 높이에서 독도를 쳐다 본다면 얼마든지 볼 수 있다. | ” |
|   | — 이한기 교수 |   |

### 총리 부령 24호와 대장성령 4호
2009년 1월 2일, 새로운 사실이 밝혀졌다. 대한민국 국무총리의 감독을 받는 정부 출연 연구기관인 한국수산해양개발원은 1951년 6월 6일 공포된 일본의 '총리 부령(府令) 24호'와 1951년 2월 13일 공포된 '대장성령(大藏省令) 4호' 등 두 개의 일본 법령을 찾아냈다고 2일 밝혔다. 이 두개의 영(令)은 모두 일본의 독도에의 자국 주권을 부인하는 내용이다.
'총리 부령 24호'는 일본이 옛 조선총독부의 소유 재산을 정리하는 과정에서 '과거 식민지였던 섬'과 '현재 일본의 섬'을 구분하는 내용을 담고 있는데, 이 부령의 제2조는 '정령(政令) 291호2조1항2호의 규정을 준용하는 경우에는 아래 열거한 도서 이외의 도서를 말한다'고 쓴 뒤 제외하는 섬에서 '울릉도, 독도 및 제주도'를 명기했다. 여기서 언급된 '정령 291호'는 1949년 일본 내각이 제정한 것으로 '구일본 점령지역에 본점을 둔 회사가 소유한 일본 안에 있는 재산 정리에 관한 정령'이다. 용어의 정의(定義)를 다룬 2조의 1항2호에는 '본방(本邦·일본 땅)은 혼슈(本州), 홋카이도(北海道), 시코쿠(四國), 규슈(九州)와 주무성령(主務省令)이 정한 부속 도서를 말한다'고 했다. '총리 부령 24호'보다 앞서 공포된 '대장성령 4호'는 '공제조합 등에서 연금을 받는 자를 위한 특별조치법 4조 3항 규정에 기초한 부속 도서는 아래 열거한 도서 이외의 섬을 말한다'며 '울릉도, 독도 및 제주도'를 부속 도서에서 제외되는 섬들로 명기했다.
| “ | 연금을 지급해야 하는 자는 호적법 규정의 적용을 받는 자로서 본방(혼슈, 시코쿠, 규슈와 홋카이도 및 재무성령으로 정한 부속 도서, 이오토리섬과 이헤야섬 및 북위 27도 14초 이남의 난세이 제도를 포함한다.) 안에 주소나 거주지가 있는 자에 한한다. | ” |
|   | — 1950년, 특별조치법 4조 3항 |   |

2008년 7월, 한일회담 관련 정보 공개 청구 소송에서 승소한 최봉태는 6만 쪽에 달하는 한일회담 관련 일본 측 문서를 건네받았다. 그런데 문서에 검은 줄로 삭제된 부분이 있었고, 그것이 무엇인지 확인하는 과정에서 '총리 부령'의 존재를 알게 되었다. 이 사실을 찾아낸 한국수산해양개발원은 2008년 12월 31일, 대통령에게 보고했다.
일본 외무성은 이 법령이 미국의 일본 점령 당시 일본 정부의 행정권이 미치는 범위가 표시된 것일 뿐, 일본의 영토 범위를 나타내는 것이 아니라며 반박했다.
또한 현재 일본의 영토인 오가사와라 제도, 다이토 제도, 미나미토리섬, 오키노토리섬도 총리 부령 24호에서는 일본의 부속섬이 아니라고 규정하고 있기 때문에 일본 외무성의 반박이 설득력이 떨어진다는 대한민국의 주장은 설득력이 없다는 주장이 있다.

### 대장성령 37호와 43호
2009년 1월 11일, 법적으로 유효한 일본의 현행 법령 두 건에 독도를 일본 영토에서 제외하는 규정(대장성령 37호, 43호)이 있는 것으로 확인되었다. 대한민국은 '총리부령 24호'와 '대장성령 4호'에 대한 일본 외무성의 반박은 '대장성령 37호'와 '대장성령 43호'에 대해서는 다음과 같은 이유로 설득력이 떨어진다고 주장한다.
- 행정권을 기준으로 하지 않고, '구 일본 점령지역'과 '본방(본래의 일본 영토)' 등의 범주를 구분하여 영토를 정의하고 있다.
- 미군정이 끝난 후에 공포되었고, 지금도 현행 법령으로서 유효하다.
- 미군정 이후의 개정 과정에서도 독도를 영토에서 배제하는 규정이 유지되었다.

### 대장성고시 654호
1946년 8월 15일, 대장성은 전후 일본 기업의 채무 해결을 위해 '회사경리응급조치법' 시행령을 제정하여 일본이 점령했던 영토 중 외국으로 분류한 지역을 규정한 내용을 담고 있다. 이 고시에 따르면 조선과 대만, 사할린 섬, 쿠릴 열도, 남양 군도는 외국으로 분류됐고, 독도도 별개항목으로 외국으로 규정됐다.

## 국제사법재판소에 독도 문제 회부
일본 정부는 1954년 9월 25일에 독도 문제를 법적 분쟁으로 보고 이를 국제사법재판소에 제소하여 해결하자는 의견을 대한민국 정부에 제의했지만, 대한민국 정부는 1954년 10월 28일에 이를 일축하는 항의 서한을 일본 정부에 전달했다. 이후 일본은 줄곧 그 주장을 굽히지 않고 있다.
국제해양법재판소의 박준호 재판관은 "일본은 네 번의 재판 경험이 있고, 재판은 고난도의 기술적 작업이기 때문에, 대한민국이 유리하지는 않다"고 말했다.

### 역사
1952년 1월 18일에 대한민국 정부가 〈인접 해양의 주권에 관한 대통령 선언〉 (평화선 선언)을 발표하자 동년 8월 28일에 일본 정부는 "대한민국의 이러한 주장을 인정하지 아니한다"라는 내용의 항의를 대한민국 정부에 해왔다. 이로부터 독도의 영역주권의 귀속 문제가 한일간에 공식적으로 문제되기 시작했다. 당시, 일본공산당은 무력탈회를 주장했다.
1954년 9월 25일 일본 정부는 독도 문제를 법적 분쟁으로 보고 이를 국제 사법 재판소에 제소하여 해결하는 제의를 대한민국 정부에 해 왔고, 10월 28일 대한민국 정부는 이를 일축하는 항의를 일본 정부에 송부했다.
당시에는 일본은 국제 연합의 가맹국이 아니었으나 "국제 사법 재판소 규정"의 당사자였다. 그러나 대한민국은 어느 것도 아니었다. 국제 사법 재판소에 의한 재판은 양 당사국이 각각 국제 연합의 가맹국이거나 국제 사법 재판소 규정에 가입되어 있어야만 할 수 있다. 일본은 이 조건을 충족했지만 대한민국은 그렇지 않았다. 따라서, 대한민국이 당시에 동의를 했어도 국제 사법 재판소는 재판을 시작할 수 없었다.
현재는 대한민국과 일본 모두 국제 연합의 가맹국이기 때문에, 양 당사국이 합의만 하면 국제 사법 재판소의 재판이 시작된다. 2019년 현재 국제 사법 재판소에는 일본 국적의 재판관 히사시 오와다가 있지만 대한민국 국적의 재판관은 한 명도 없다. 만약 독도 문제가 국제 사법 재판소에 제소되면 일본인 재판관도 국적 재판관 (National Judge)으로 심리에 참여하게 된다. 이러한 경우 국적 재판관이 없는 대한민국에서는 임시 재판관 (judge ad hoc)을 선출하여 당해 사건에 한하여 다른 재판관과 동일한 자격으로 심리에 참여시키게 된다. 한편, 일본에서는 지금도 독도의 무력탈회를 주장하는 사람들이 있다.

### 관할권
일본이 일방적으로 국제 사법 재판소에 독도 문제를 회부한다고 해서 재판이 시작되지는 않는다.
국제 사법 재판소의 관할권은 임의적 관할권과 강제적 관할권이 있는데, 독도 문제에서는 강제적 관할권이 성립되지 않는다. 따라서, 임의적 관할권에 의하며, 양 당사국이 동의해야만 재판이 시작될 수 있다.
'임의적 관할권'은 구체적인 분쟁이 발생한 이후에 분쟁 당사국의 임의적인 합의에 의하여 분쟁을 재판소에 부탁하는 경우에 인정되는 관할권을 말하며, '강제적 관할권'은 선택 조항 (Optional Clause) 또는 임의 조항이라고 불리는 국제 사법 재판소 규정 제36조 제2항을 수용한 양 당사자 국가 사이에서 발생한다. 일본은 "선택 조항"을 수락했기 때문에, 어떤 국가라도 일본을 상대로 일방적으로 국제 사법 재판소에 제소를 하면 재판이 시작되나, 대한민국은 "선택 조항"을 수락한 바 없기 때문에, 대한민국에 대해서 일본이 일방적으로 제소할 수가 없다.

## 영국

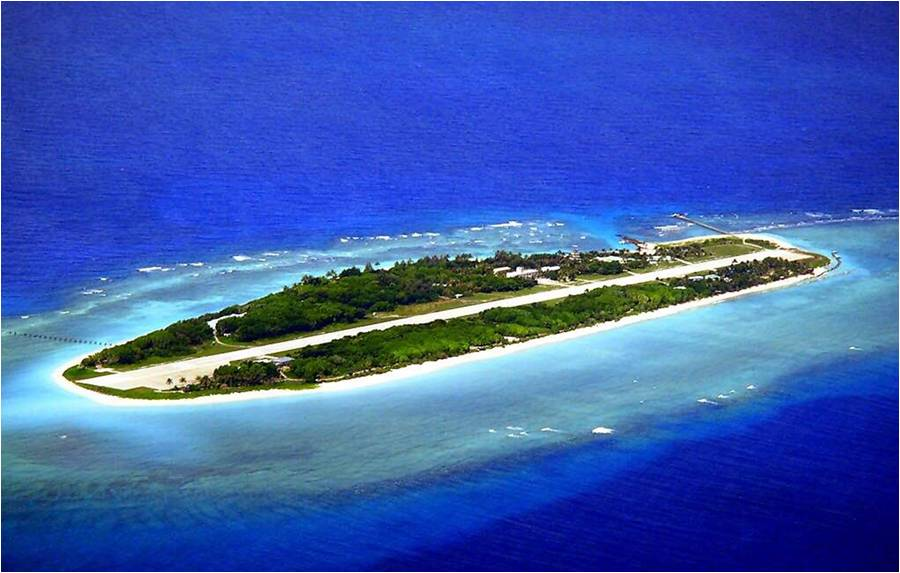
타이핑섬 공항

독도가 국제법상 영해의 기준이 되는 영토인가. 이 문제와 관련해, 남중국해에 위치한 스프래틀리 군도에서 가장 큰 섬인 타이핑섬의 사례를 보면, 2016년 7월 12일 상설중재재판소는 대만이 지배중인 이 섬이 암초(reef)라서 영해의 기준이 못된다고 규정했다. 중국과 대만은 이 판결에 강력히 반대했다. 독도는 타이핑섬 보다 엄청나게 작다. 2007년 타이핑섬에는 길이 1200 m의 공항이 건설되었다. C-130 수송기가 이착륙할 수 있다.
국제법상, 섬(island)의 경우 영해와 EEZ에서 영유권을 인정받지만, 암석(rock)에는 영해 12해리만 인정되며, 암초(reef), 간조노출지(low tide elevations)는 아무것도 인정받지 못한다. 다만 간조노출지가 육지나 섬으로부터 영해의 폭을 넘지 않는 거리에 있을 때는 영해기선으로 사용할 수는 있다.

## 같이 보기
- 가와카미 겐조
- 나이토 세이추
- 다가와 고조
- 다무라 세이자부로
- 독도
- 독도의 역사
- 독도학회
- 동북아역사재단
- 동해
  - 동해의 이름에 대한 논쟁
- 박관숙
- 박병섭
- 방종현
- 센카쿠 열도
  - 센카쿠 열도 분쟁
- 스프래틀리 군도
  - 스프래틀리 군도 분쟁
- 시모조 마사오
- 송석하 (민속학자)
- 신용하
- 쓰카모토 다카시
- 안용복
- 이케우치 사토시
- 이한기
- 정병준
- 최영희
- 쿠릴 열도 분쟁
- 한일공동선언
- 한일 관계
- 홍종인
- 호리 가즈오
- 페드라 브랑카
  - 페드라 브랑카 분쟁